# Сатараш
Сатараш (венг. szataras, серб. сатараш) — блюдо из овощей, чаще всего помидоров, перца и лука, вариант лечо, популярный на Балканах и в Юго-Восточной Европе. Название пришло из венгерского языка. Его также называют бечарац (бећарац) или бечар-паприкаш (бећар-паприкаш).
Сатараш подают как горячую закуску, как гарнир к мясному блюду или как самостоятельное блюдо с рисом или картофелем. Его также можно есть холодным.
Блюдо чаще всего готовят из красного лука, перца и помидоров, а также часто с добавлением кабачков, баклажанов и моркови. В некоторых регионах также принято добавлять яйцо или чеснок. Из специй добавляется соль, а по желанию по чайной ложке сахара, перец и орегано.
Блюдо готовится в широкой кастрюле, чтобы жидкость быстрее испарялась, а овощи сохраняли нужную крепость.
В сборнике «Национальный повар», самой обширной коллекции сербских кулинарных рецептов, автор Спасения Маркович утверждает, что бечар-паприкаш готовится из свинины, которую нарезают кубиками и обжаривают перед добавлением овощей.